# Begonia boucheana
Espèce
Synonymes
- Gurltia boucheana Klotzsch[1] [2]

Begonia boucheana est une espèce de plantes de la famille des Begoniaceae. Ce bégonia est originaire du Venezuela. L'espèce fait partie de la section Pritzelia. Elle a été décrite en 1856 sous le basionyme de Gurltia boucheana par Johann Friedrich Klotzsch (1805-1860), puis recombinée dans le genre Begonia en 1864 par Alphonse Pyrame de Candolle (1806-1893). L'épithète spécifique boucheana signifie « de Bouché », en hommage à Carl David Bouché inspecteur du jardin botanique royal de Berlin et qui développa considérablement l'horticulture en serre.

## Répartition géographique
Cette espèce est originaire du pays suivant : Venezuela.